# Björkeldticka
Björkeldticka (Phellinus lundellii)  är en svampart som beskrevs av Tuomo Niemelä 1972. Björkeldticka ingår i släktet Phellinus och familjen Hymenochaetaceae. Arten är reproducerande i Sverige. Inga underarter finns listade i Catalogue of Life.

## Fnöske
Björkeldticka har använts vid framställning av fnöske, även om fnösktickan är den art som förknippas med fnösktillverkning. Fnöske är ett läderaktigt, lättantändligt material som framför allt framställts från olika tickor, men även annat liknande material. Fnösket har huvudsakligen haft tre användningsområden: eldslagning, sjukvård och kläder, men har främst förknippats med eldmakande.

## Namnet
Eldtickorna har fått sina namn av att den förr i tiden också användes för att hålla elden vid liv över natten genom att låta en ticka ligga och glöda. Den brinner mycket långsamt. När elden nästan brunnit ut på kvällen lades en eldticka på härden och fick ligga och glöda under natten. Nästa morgon behövde man bara lägga på nytt bränsle och blåsa på eldtickan för att väcka elden till liv.
Björkeldtickan är en av tre svenska arter som haft denna funktion. De andra arterna, som också tillhör eldtickesläktet, är svart eldticka (Phellinus nigricans) och eldticka (Phellinus igniarius).